# Bessa (praia)
Bessa é uma praia brasileira localizada em João Pessoa, Paraíba. É a primeira praia do litoral norte pessoense, e apresenta 6 km de extensão com areias claras e batidas, com águas esverdeadas e calmas, recifes e coqueiros. É uma praia urbana.
O nome da praia provém de seu primeiro proprietário, Manuel Bessa, que nela residiu no fim do século XVII.

## Características
Bessa é uma das praias mais procuradas, visitadas e conhecidas do litoral pessoense e situa-se no bairro de mesmo nome (Bessa). Faz divisa com a praia de Manaíra ao sul, ainda em João Pessoa, e a praia de Intermares, ao norte, em Cabedelo.
As praias do Bessa e a de Intermares são divididas pelo rio Jaguaribe. Em torno da praia há diversos bares e restaurantes, estacionamentos e casas na praia. Recentemente, houve polêmica em relação a permanência dos bares na orla do Bessa, muitos deles em situação irregular. Em 2012, os bares finalmente foram retirados.

## Facilidades
No bairro do Bessa localiza-se o Aeroclube de João Pessoa, onde funciona a escola para pilotos de aeronaves privadas e comerciais, além do curso para formação de instrutor, o qual recebe pilotos de todo o Brasil, através de convênio com o Instituto de Aviação Civil — I.A.C.
Há departamentos que oferecem os cursos de paraquedismo, ultraleve e aeromodelismo. Apresenta pista asfaltada e voos turísticos são oferecidos, o que propicia ao passageiro uma bela panorâmica da orla marítima.

## Caribessa
A poucos quilômetros da praia, em meio a 4km de corais preservados, o trecho sem ondas próximo à orla do Bessa, conhecido por turistas e moradores como “Caribessa” devido às suas belas águas calmas, é rico em diversidade marinha, sendo um ambiente perfeito para a preservação do ecossistema. Seja via caiaque ou stand up paddle, quem visita o Caribessa está sempre em contato com o melhor da natureza. De águas mansas e azuladas por conta dos arrecifes que protegem o mar, este trecho de Paraíba com talento caribenho é a praia dos bebês e dos idosos.

## Mergulhos
Numa distância de 5 a 15km da praia do Bessa, naufrágios que datam dos séculos XIX e XX atraem dezenas de pessoas todos os dias. As embarcações de Alvarenga, Queimado e Alice abrigam vida marinha em seus destroços, que encantam aqueles que se aventuram por essas águas.
| Oceano Atlântico                               |                               |                                               |
| precedida por: Praia de Intermares ( Cabedelo) | Praia do Bessa ( João Pessoa) | sucedida por: Praia de Manaíra ( João Pessoa) |